# Calchetas
Calchetas es un despoblado español que se correspondía con una antigua villa de la Comunidad Foral de Navarra, absorbido por la localidad de Urzante y actualmente dentro del término municipal de Cascante. 

## Geografía
Se encontraba en la margen derecha del río Queiles, en una encomienda del Gran Priorato de Navarra de la Orden de San Juan de Jerusalén, entre Tudela y Urzante, frente a Murchante, donde luego se erigió una ermita de San Juan Bautista perteneciente a la orden de San Juan, dentro del priorato de Navarra.
Aunque el terreno era pequeño, debía ser muy productivo, con viñas y regadío, proporcionando una notable riqueza a los propietarios de la encomienda.

## Historia
Estaba la villa sujeta a los fueros que dio a Tudela en el año 1117 Alfonso el Batallador, y se llamó Calcetas: la cual con su castillo y términos donó en 1149 el rey García Ramírez a Ramiro Garcés. Los ejércitos de Castilla y Aragón se apoderaron de ella en 1152 pero luego fue recobrada y permaneció en el dominio del rey García Ramírez hasta el año de 1156 que la vendió con todos sus derechos a la orden de San Juan de Jerusalén y su prior Guillén de Belmes por 400 maravedís lupinos.
Para evitar las hostilidades que podían hacerse contra Tudela y demás pueblos de Navarra si los enemigos se apoderaban de la torre o castillo de esta villa, se demolió en el año de 1167 hecho que, como memorable, se anotó en las fechas de los documentos de aquel año, que el analista de Navarra[¿quién?] con equivocación reduce al 1152.
La cercana villa de Urzante fue incorporada, mediante compra, a la encomienda en 1253. Como en Calchetas, el regadío de esta villa «explica la temprana presencia de ordenanzas de riego (en 1220) entre los pueblos de la Ribera del Queiles. No lejos, dentro del actual término de Ablitas, se situaba la villa de Pedriz, donada junto con su castillo, su laguna y sus moros por el rey Sancho el Sabio en 1174.»
La jurisdicción eclesiástica perteneció hasta 1370 al ordinario de Tudela y la orden le pagaba cada año un maravedí de oro, hasta que en el 1370 se la indemnizó de esta obligación por haber cedido la mitad de Murchante. Era entonces villa considerable y sus vecinos contribuyeron al pago de los cañones que se fabricaron para Tudela. 